# Barrage d'Adıgüzel
Le barrage d'Adıgüzel (en turc Adıgüzel barajı) est un barrage en Turquie.

## Sources
- (en) www.dsi.gov.tr/tricold/adiguzel.htm Site de l'agence gouvernementale turque des travaux hydrauliques